# Narodna manjšina
Narodna manjšina je etnična skupnost, ki je večinoma zaradi političnih razlogov ostala zunaj svoje matične države.
Po navadi so manjšine zavarovane s strani večinskega prebivalstva s posebnimi zakoni. V preteklosti (do druge polovice 20. stoletja) so bile narodne manjšine žrtve prisilne asimilacije s strani večinskega prebivalstva.
V Sloveniji imamo dve tradicionalni nacionalni manjšini - italijansko in madžarsko - ter posebno romsko skupnost. Vse tri skupnosti so ustavno zavarovane (64. in 65. člen Ustave RS).